# Olympische Sommerspiele 2000/Teilnehmer (Eritrea)
| Gelbes Symbol für Goldmedaillen mit stilisierten Olympischen Ringen | Graues Symbol für Silbermedaillen mit stilisierten Olympischen Ringen | Braundes Symbol für Bronzemedaillen mit stilisierten Olympischen Ringen |
| ------------------------------------------------------------------- | --------------------------------------------------------------------- | ----------------------------------------------------------------------- |
| —                                                                   | —                                                                     | —                                                                       |

Eritrea nahm an den Olympischen Sommerspielen 2000 in der australischen Metropole Sydney mit drei Athleten, zwei Männer und eine Frau, in einer Sportart teil.
Es war die erste Teilnahme Eritreas an Olympischen Sommerspielen.

## Flaggenträger
Der Leichtathlet Nebiat Habtemariam trug die Flagge Eritreas während der Eröffnungsfeier im Stadium Australia.

## Teilnehmer nach Sportarten

### Leichtathletik
- Bolota Asmerom
Männer, 5000 Meter: Runde eins, 14:15,26 Minuten (Rang 16)
- Nebiat Habtemariam
Frauen, 5000 Meter: Runde eins, 16:30,41 Minuten (Rang 15)
- Yonas Kifle
Männer, 10.000 Meter: Runde eins, 28:08,59 Minuten (Rang 14)